# Vildé-Guingalan
Vildé-Guingalan è un comune francese di 1 213 abitanti situato nel dipartimento delle Côtes-d'Armor nella regione della Bretagna.

## Società

### Evoluzione demografica
Abitanti censiti